# Heinrich Eppers
Heinrich Eppers (geboren 5. Februar 1842 in Groß Biewende bei Wolfenbüttel; gestorben 4. Februar 1912 in Linden vor Hannover) war ein deutscher Branntwein-Fabrikant und Dampfmühlen-Betreiber.

## Leben
Der zu Beginn der Industrialisierung im Königreich Hannover bei Wolfenbüttel geborene Heinrich Eppers  unterhielt 1878 zunächst in der Ortschaft List eine Branntweinbrennerei, und verlegte diese zwischen 1880 und 1881 an die Immobilie unter der Adresse Wunstorfer Straße 135 in Limmer, deren Hausnummer später in Nummer 27 geändert wurde. Er war mit seinem Standort am östlichen Teil der Wunstorfer Straße, wo er auch eine Dampfmühle errichtete, einer der ersten größeren Unternehmer und Fabrikanten in dem seinerzeitigen Dorf Limmer. Der Konkurrenz der damals modernen Epperschen Dampfmühle konnte die ältere Limmer Windmühle schon bald nicht mehr standhalten.
1882 wurden die Produkte der Epperschen Branntweinbrennerei auf der Hannoverschen Kochkunst-Ausstellung ausgezeichnet.
Nach 1888 ließ Heinrich Eppers das bis heute erhaltene Wohngebäude Wunstorfer Straße 35 errichten. Rund zehn Jahre später veräußerte er die Immobilie im Jahr 1898 an den Kaufmann Valentin Beckmann, der in dem Haus ein Manufakturwarengeschäft eröffnete.
Unterdessen hatte „H. Eppers, Brennereibesitzer, und Genossen zu Limmer bei Hannover“, ähnlich wie andere Interessengruppen seiner Zeit, in der Legislaturperiode 1885/86 eine Petition an den Deutschen Reichstag gesandt, die sich gegen die Einführung eines Branntweinmonopols richtete.
Etwa ab 1910 war Eppers – gemeinsam mit anderen Unternehmern aus Limmer und Linden – Gesellschafter der Ladestelle Küchengarten GmbH. Nach seinem Tod im Jahr 1912 wurde die Epperschen Unternehmungen durch seine Nachfahren fortgeführt; darunter bis etwa 1920 die Ladestelle am Küchengarten. Von etwa 1929 bis circa 1949 war Wilhelm Eppers Inhaber der Branntweinbrennerei und Besitzer der Immobilie an der Wunstorfer Straße. Anschließend besaß Charlotte Eppers die Immobilie und betrieb bis 1960 gemeinsam mit der Likörfabrik Hans-Joachim Engel die Brennerei als deren Inhaber.
An der Wunstorfer Straße soll sich noch lange „die alte Beschriftung von Eppers Kornbranntweinbrennerei erhalten haben.“

## Eppersstraße
Die um das Jahr 1900 in Limmer an der Epperschen Produktionsstätten angelegte Straße, die von der Wunstorfer Straße zur Weidestraße führt, war anfangs Adolfstraße benannt worden. Noch zu Lebzeiten von Heinrich Eppers war der Verkehrsweg dann in Eppersstraße umbenannt worden nach dem Unternehmer, „dessen Branntweinbrennerei und Dampfmühle hier lag“.